# Gurlitt-Insel
Gurlitt-Insel (en español, Isla de Gurlitt) es una pequeña isla lacustre ubicada en el centro urbano de la ciudad de Hamburgo, cerca de la orilla oriental del Außenalster.

## Descripción
Se considera la única isla natural del río Alster (aunque el lago en sí es una expansión artificial del río a su paso por el centro de la ciudad, cerca de su embocadura en la afluente septentrional del Elba), dado que las tres islas fluviales río arriba se formaron por el paso de canales excavados en siglos anteriores con el fin de facilitar el transporte de mercancías a estas zonas. Sin embargo, las construcciones que cubren la isla casi en su totalidad forman expansiones que le confieren el aspecto de una isla artificial.
Su distancia de la orilla en el punto más cercano es de unos 4,8 metros, sobre las cuales se extiende un metálico puente peatonal. La isla, de 120 metros de largo y 60 metros de ancho máximo, se extiende paralelamente a la orilla y por tanto a la principal avenida An der Alster. Solo es accesible a pie o en bicicleta, cruzando dicho puente, y en embarcaciones.
La isla de Gurlitt es desde 1866 sede del club de remo Allemannia, y desde 1892 también aloja el club de vela de Hamburgo y la escuela de vela principal de la ciudad.

Durante el verano, es punto de encuentro favorito de peatones, ciclistas y turistas.

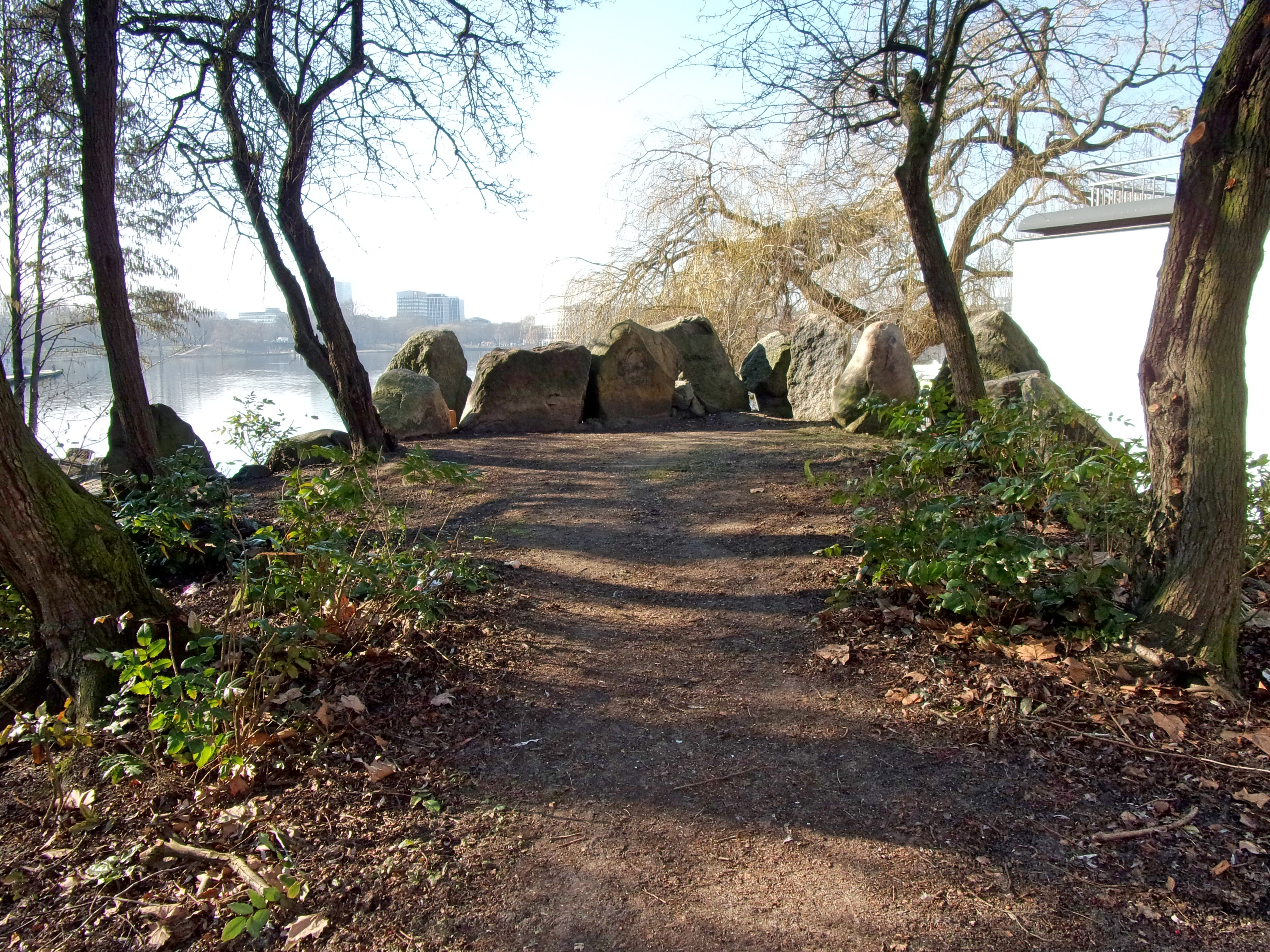
Vista de Jungfernstieg desde Gurlitt-Insel

## Historia
Antes de la Segunda Guerra Mundial la isla se unía a la orilla a través de un puente colgante, cuyos metálicos cables de suspensión fueron sostenidos por esculturas en piedra de cabeza de dragón. Estas esculturas se encuentran actualmente en Hammer Park, siendo exhibidos en forma de gárgolas.
En los últimos años de la guerra, la isla fue un secreto lugar de encuentro del movimiento Swing-Jugend.